# Ellie Allen
Pour les articles homonymes, voir Allen.
Pas d'image ? Cliquez ici

b Matchs officiels uniquement.
Charles Elliot Allen dit Ellie Allen, né le 14 octobre 1880 à Gibraltar et mort le 15 janvier 1966, est un joueur irlandais de rugby à XV, qui a joué avec l'équipe nationale au poste d'avant.

## Biographie
Ellie Allen dispute son premier test match le 3 février 1900 contre l'Angleterre. Son dernier test match est contre le pays de Galles le 9 mars 1907.

## Statistiques en équipe nationale
- 21 sélections en équipe nationale.
- 3 points (1 essai)
- Sélections par années : 3 en 1900, 3 en 1901, 2 en 1903, 3 en 1904, 4 en 1905, 4 en 1906, 2 en 1907.
- Tournois britanniques disputés : 1900, 1901, 1903, 1904, 1905, 1906, 1907.